# Yaron Pesztat
Yaron Pesztat, né à Kfar Saba en Israël le 5 janvier 1961, est un homme politique belge, licencié en philosophe diplômé de l'Université libre de Bruxelles. 
Il occupe de 2004 à 2014 une fonction de député bruxellois sous la bannière Ecolo.

## Biographie
Né en Israël en 1961, marié, père d’un adolescent, habitant à Ixelles. Il obtient une licence et une agrégation de philosophie à l’ULB, Yaron Pesztat commence sa vie professionnelle comme professeur de morale et de philosophie, qu'il abandonne par manque de vocation pour se consacrer à Inter-Environnement Bruxelles, une asbl qui fédère des comités de quartier et des comités d’habitants. Il y travaille pendant 10 ans et en deviendra le Secrétaire général en 1994. En 1999, il décide de poursuivre ces combats sur le terrain politique et se présente aux élections sur la liste ECOLO. Il siège au Parlement bruxellois depuis lors. Il s’y investit bien évidemment dans ses domaines de prédilection — Urbanisme, Environnement, Mobilité — mais il travaillera également sur la problématique du développement économique et de l’emploi en mettant en évidence, grâce à une étude qu’il fait faire à l’ULB, les secteurs d’activités économiques les plus porteurs pour Bruxelles. Il s’intéresse aussi à la problématique du logement et il y participera, comme président de la Commission du logement. Le débat est considéré comme fondamental et contribue à une prise de conscience par la classe politique de l’existence d’une véritable crise du logement à Bruxelles. 
De 2004 à 2014, Yaron Pesztat est chef du groupe Ecolo au Parlement bruxellois. Il ne se représente pas en 2014.
Il est ensuite directeur du Département de l’Architecture Moderne à la Fondation CIVA, et à ce titre commissaire d’expositions et directeur de publications consacrées à l’architecture moderne belge.  

## Décoration
- Chevalier de l'ordre de Léopold (2009)[5]